# حضارة نقادة الثانية
تشير ثقافة جرزة، التي تسمى أيضًا نقادة الثانية، إلى المرحلة الأثرية في جرزة (أيضًا جيزرة)، وهي مقبرة مصرية قديمة من عصور ما قبل التاريخ تقع على طول الضفة الغربية لنهر النيل. تمت تسمية المقبرة على اسم جزرة، المدينة المعاصرة المجاورة في مصر. تقع جرزة على بعد عدة أميال فقط شرق واحة الفيوم.
ثقافة جزرة هي ثقافة مادية حددها علماء الآثار. إنها المرحلة الثانية من ثلاث مراحل من ثقافة نقادة التي تعود إلى عصور ما قبل التاريخ، وبالتالي تُعرف أيضًا باسم نقادة الثانية. وسبقت ثقافة جرزة الثقافة الأمراتية («نقادة الأولى») وتبعها ثقافة النقادة الثالثة («الثقافة البدائية» أو «الثقافة السيمينية»).

## السياق التاريخي
تختلف المصادر في التأريخ، فبعضها يقول إن استخدام الثقافة يميز نفسه عن الأمراتيين ويبدأ حوالي 3500 قبل الميلاد ويستمر حتى حوالي 3200 قبل الميلاد. وفقًا لذلك، تضع بعض السلطات بداية جزرة متزامنة مع الثقافات الأمراتية أو البدارية، أي حوالي 3800 قبل الميلاد إلى 3650 قبل الميلاد على الرغم من أن بعض القطع الأثرية في بداري، في الواقع، قد تكون مؤرخة في وقت سابق. ومع ذلك، نظرًا لأن مواقع نقادة تم تقسيمها لأول مرة من قبل عالم المصريات البريطاني فلندرز بيتري في عام 1894، إلى فترات فرعية للأمراتية (بعد المقبرة بالقرب من العمرة) و «جزرة» (بعد المقبرة بالقرب من جرزة)، فقد استُخدم الاصطلاح الأصلي في هذا النص.
استمرت ثقافة الجرزة خلال فترة من الزمن كان فيها تصحر الصحراء قد وصل تقريبا إلى حالته التي كانت عليها في أواخر القرن العشرين.
السمة المميزة الأساسية بين الأمراتيين الأقدم وجرزة هي الجهد الزخرفي الإضافي الذي ظهر في فخار تلك الفترة. تُظهر الأعمال الفنية على سيراميك جزرة حيوانات وبيئة منمنمة بدرجة أكبر من الأعمال الفنية الأمراتية السابقة. علاوة على ذلك، ربما تشير صور النعام على الأعمال الفنية الفخارية إلى ميل ربما شعر به هؤلاء السكان الأوائل لاستكشاف الصحراء الكبرى.

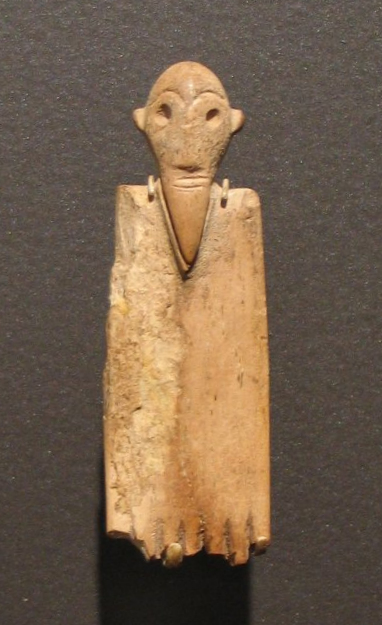
تمزج مع صورة الإنسان، أوائل نقادة الثانية، 3500-3400 قبل الميلاد، متحف بروكلين.
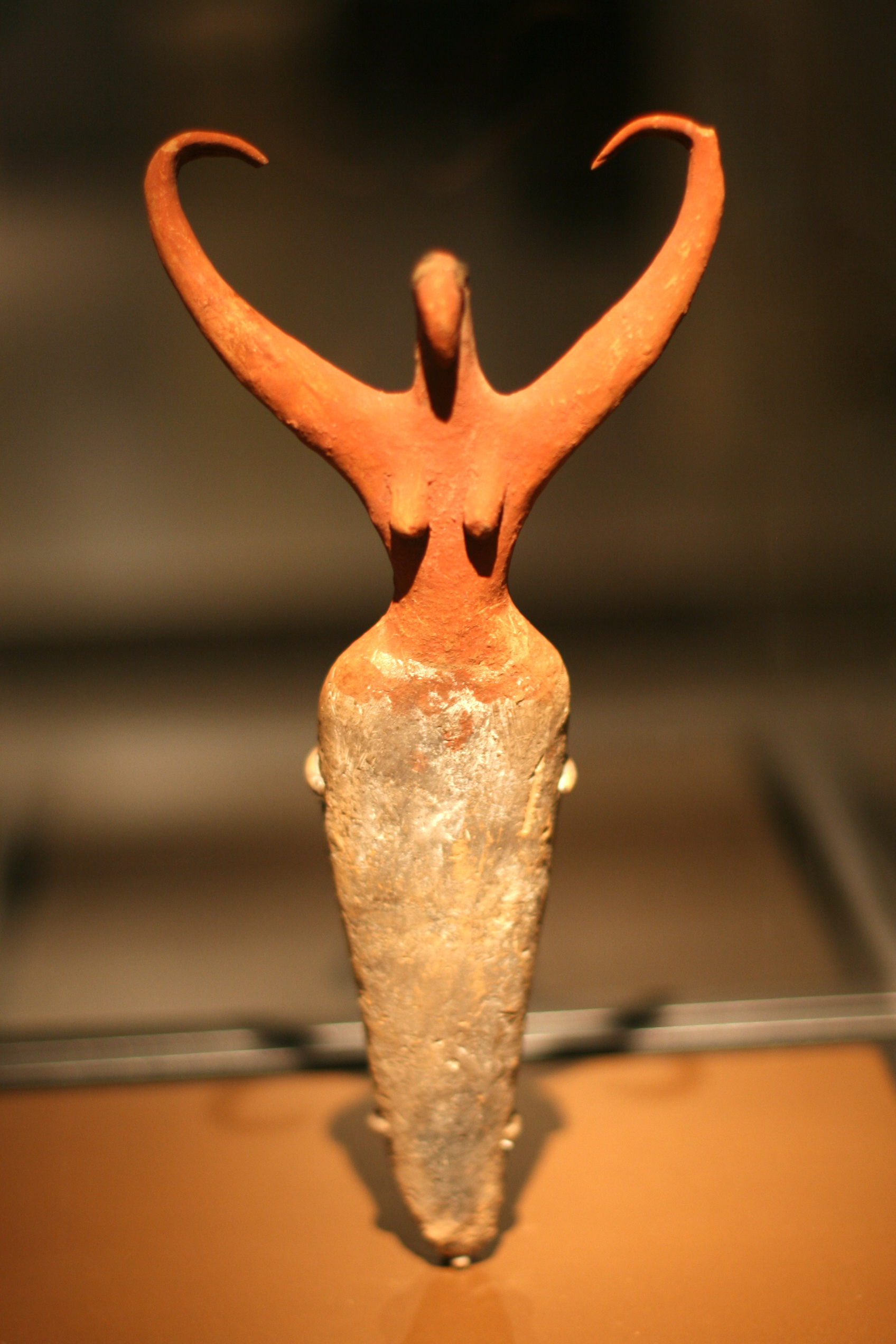
تمثال يُعتقد أنه إله، ثقافة جزرة، متحف بروكلين
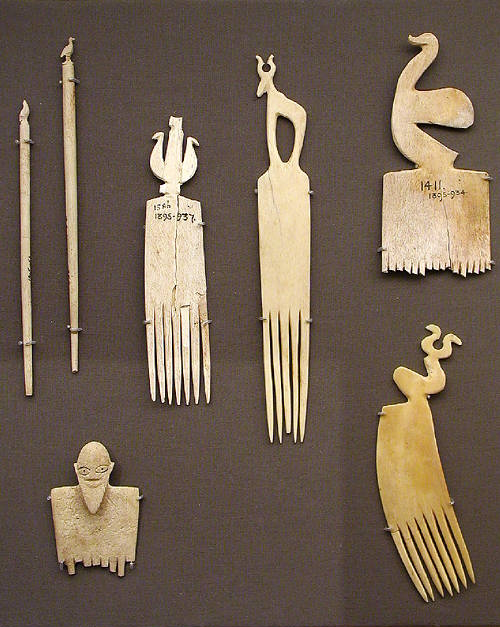
قطع العاج من ثقافة نقادة الثانية.
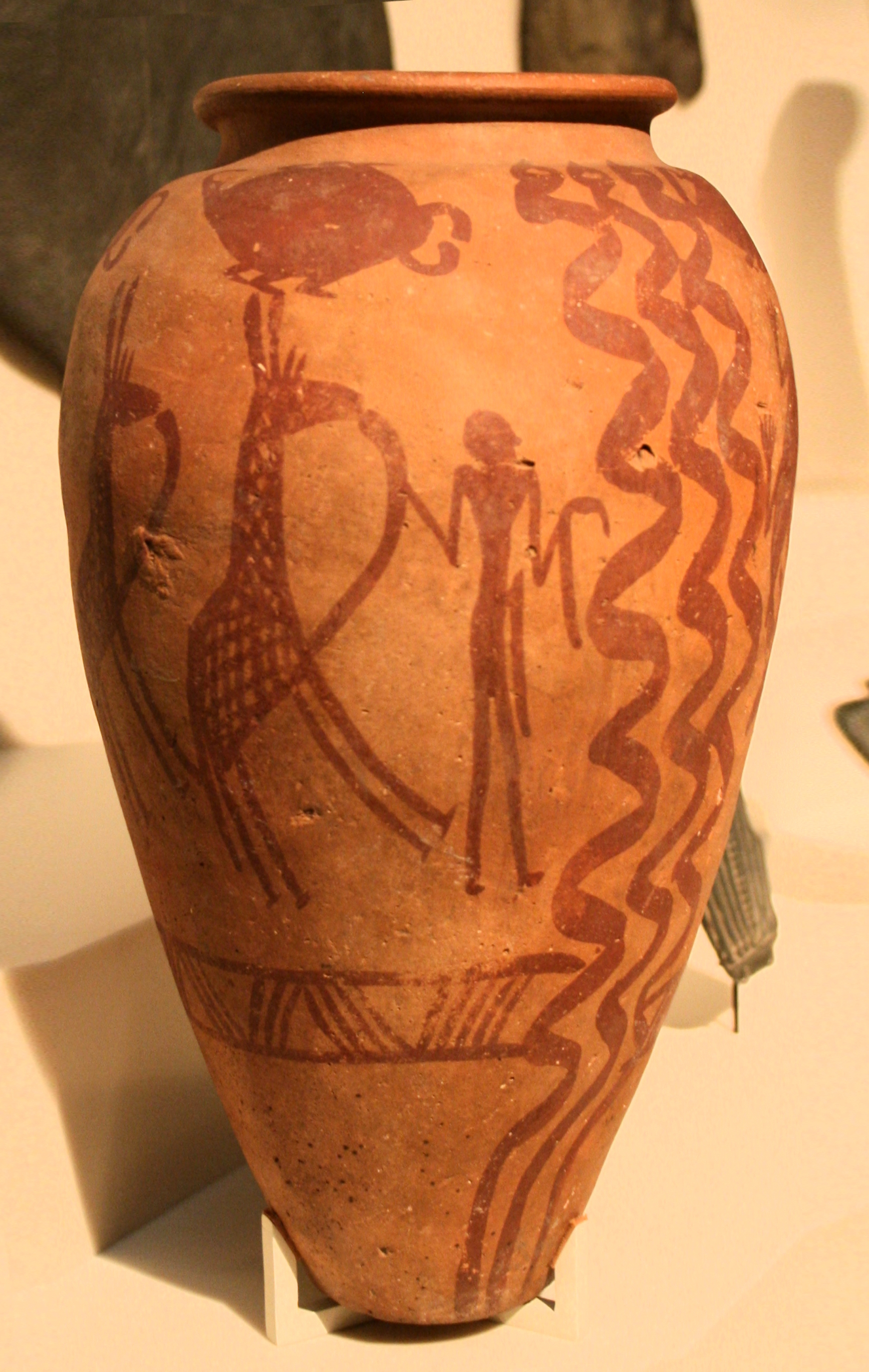
لوحات ذات رموز على فخار نقادة الثانية. 3500-3200 ق.
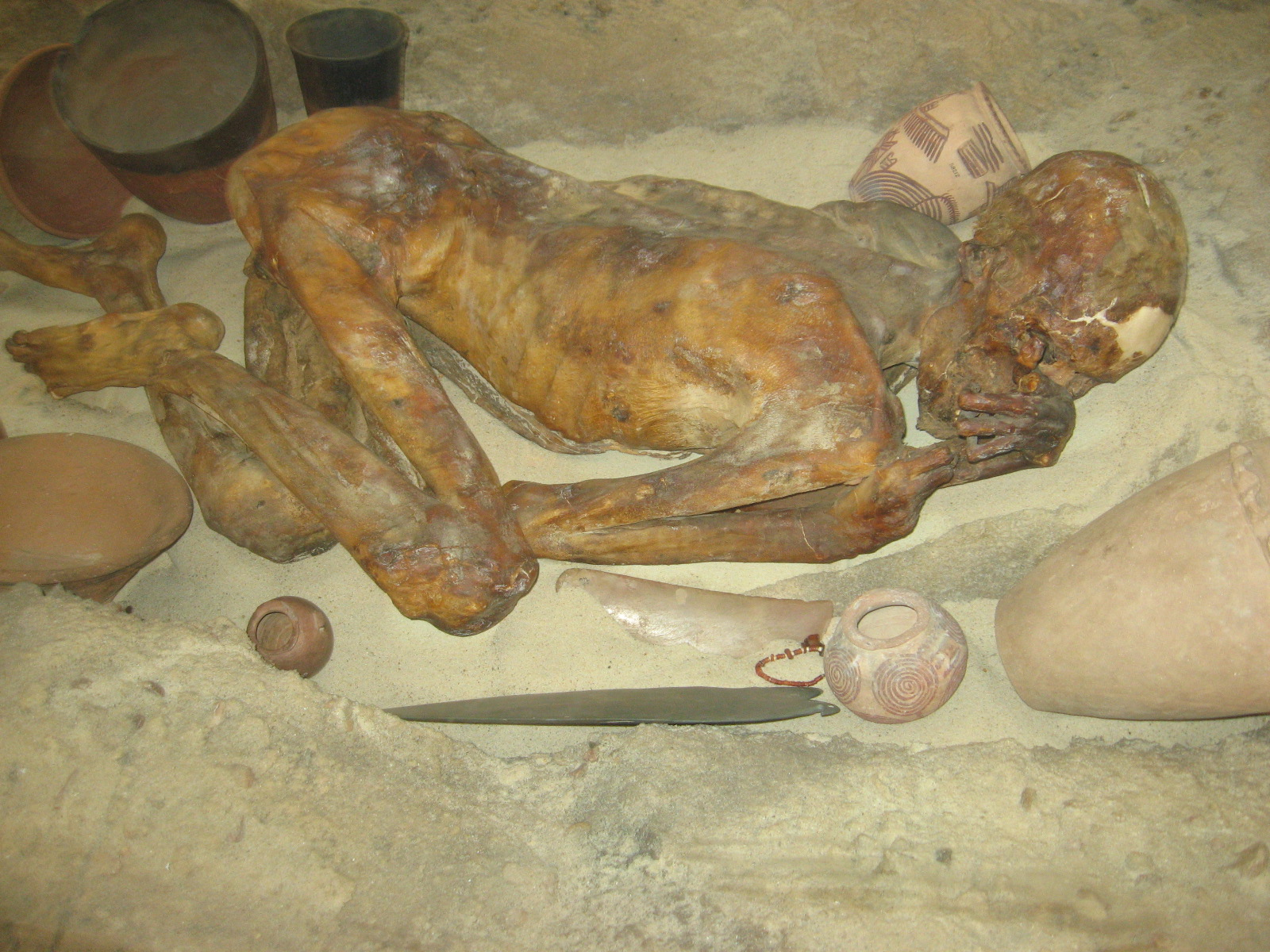
مومياوات جبلين من عصر ما قبل الأسرات، مع الجرار المزخرفة نقادة الثانية على جانبها ، حوالي 3400 قبل الميلاد

### قوارب حمراء
تظهر صور قوارب القصب الاحتفالية على بعض أواني نقادة الثانية، يظهر فيها رجلان وامرأتان يقفان على متن القارب، وقد تم تجهيز القارب بمجاديف وكابينتين.

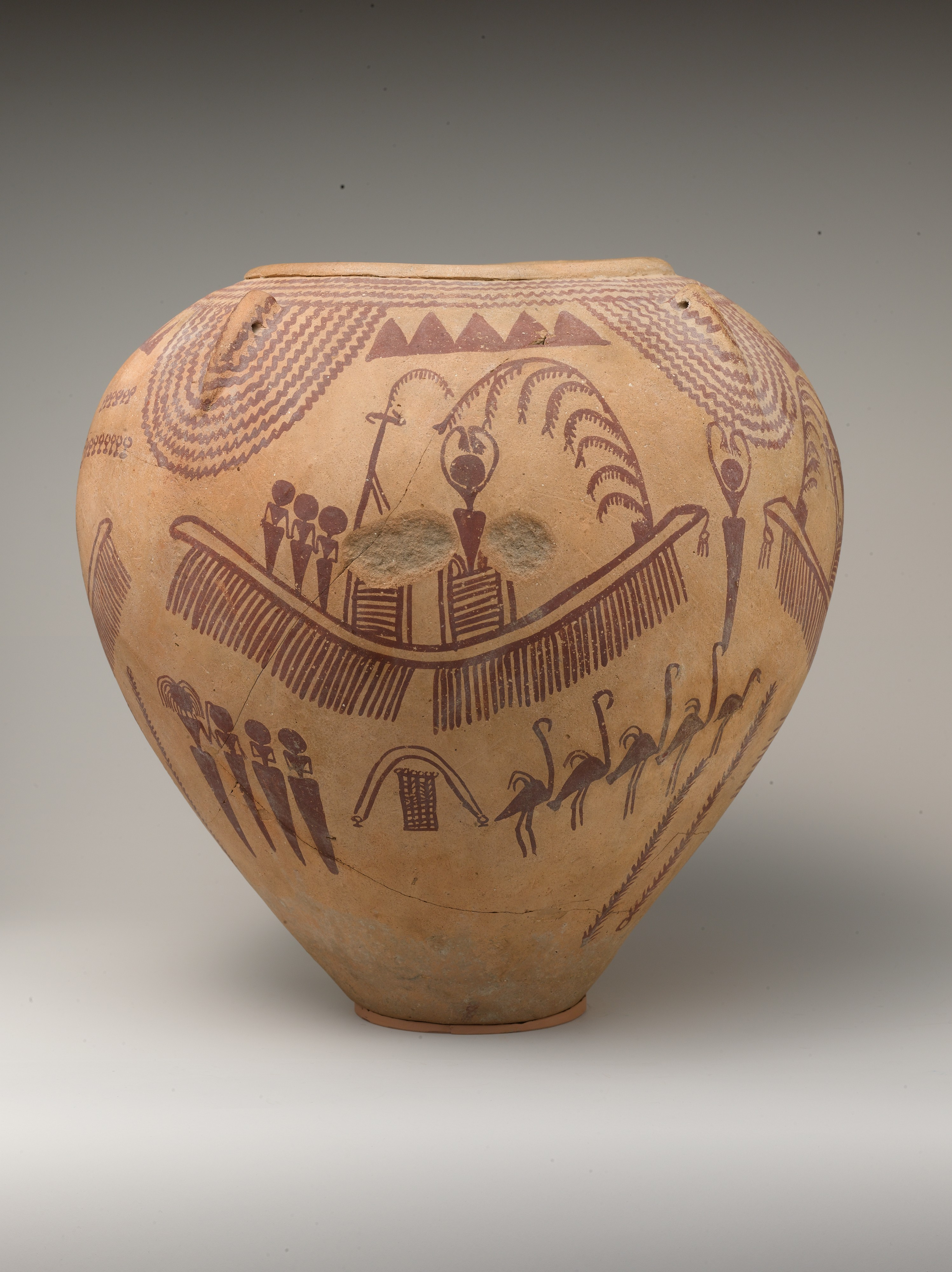
جار، أواخر نقادة الثانية، 3500-3300 قبل الميلاد، مصر
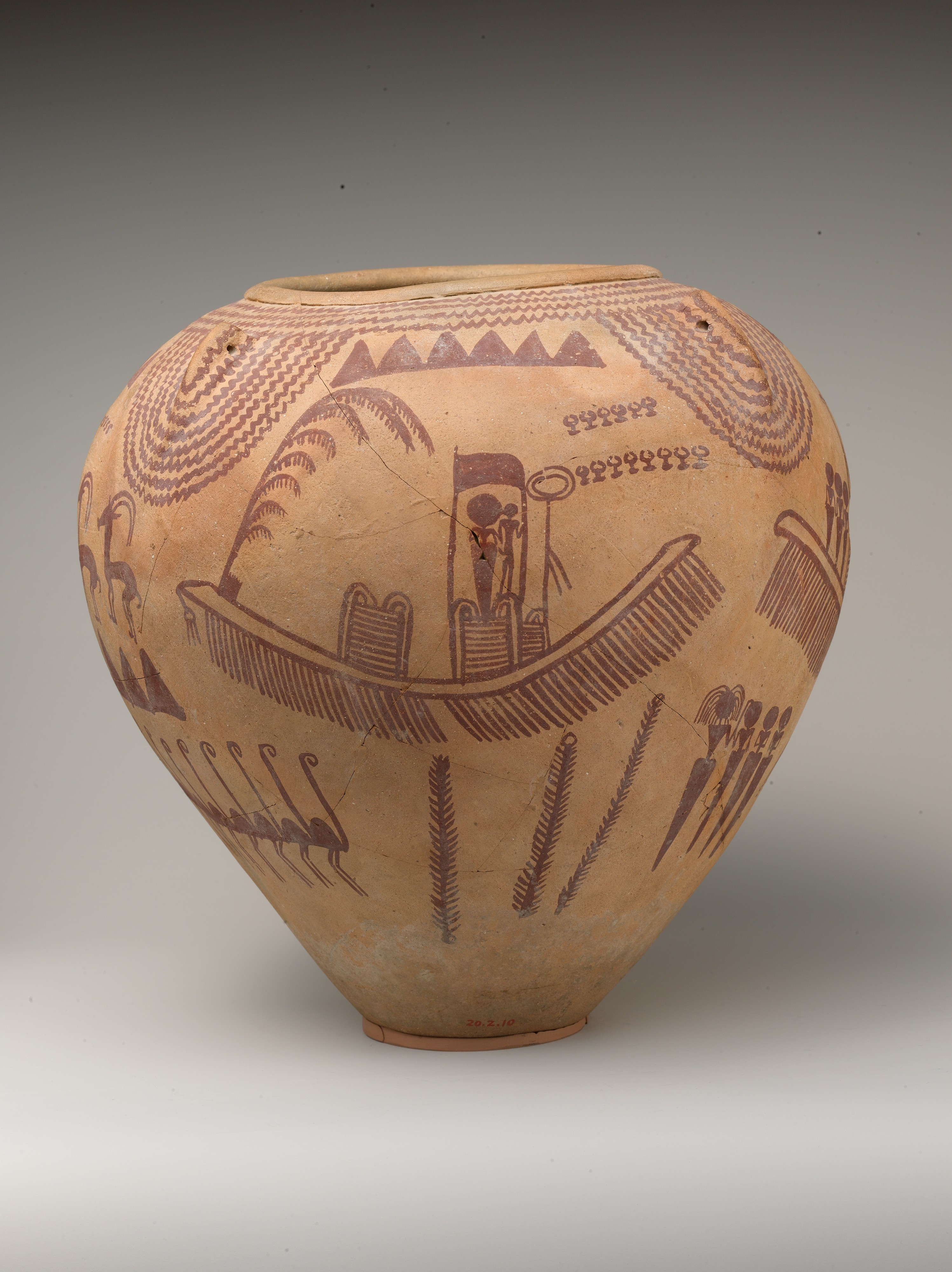
جار، أواخر نقادة الثانية، 3500-3300 قبل الميلاد، مصر
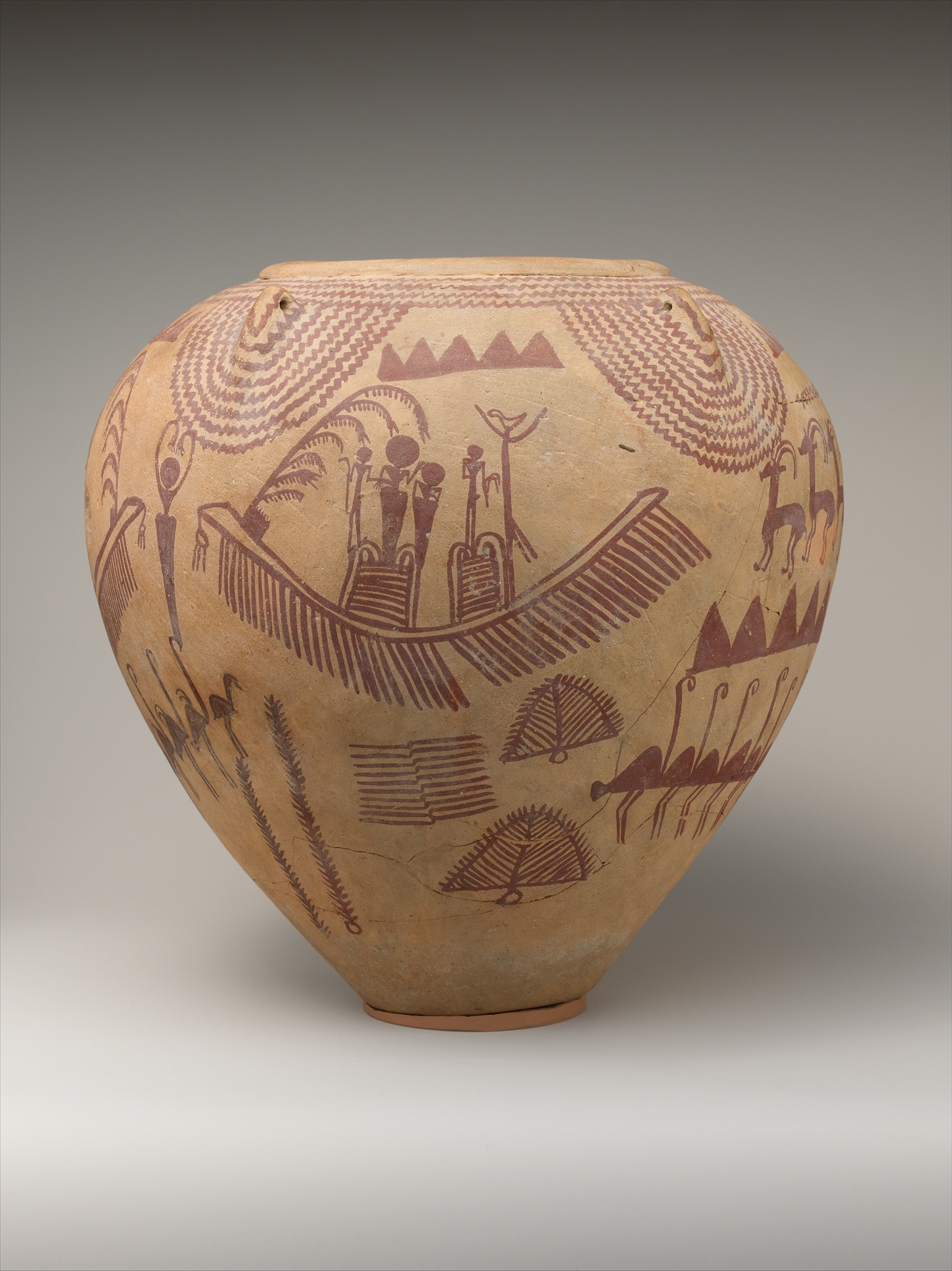
جار، أواخر نقادة الثانية، 3500-3300 قبل الميلاد، مصر

### مراسم الدفن
كشفت مواقع الدفن في جرزة عن قطع أثرية، مثل لوحات مستحضرات التجميل، وحربة عظمية، ووعاء عاجي، وأواني حجرية، والعديد من خرزات الحديد النيزكية، كما تشتمل التقنيات في جرزة على سكاكين رفيعة ذات قشور متموجة ذات صنعة استثنائية. إن حبات الحديد النيزكية، التي اكتشفها عالم المصريات وينرايت في قبرين جرثيين في عام 1911، هي أقدم القطع الأثرية المعروفة من الحديد، ويرجع تاريخها إلى حوالي 3200 قبل الميلاد.
كشف أحد المقابر أدلة على قطع الرأس.

### أقدم مقبرة مصرية مرسومة

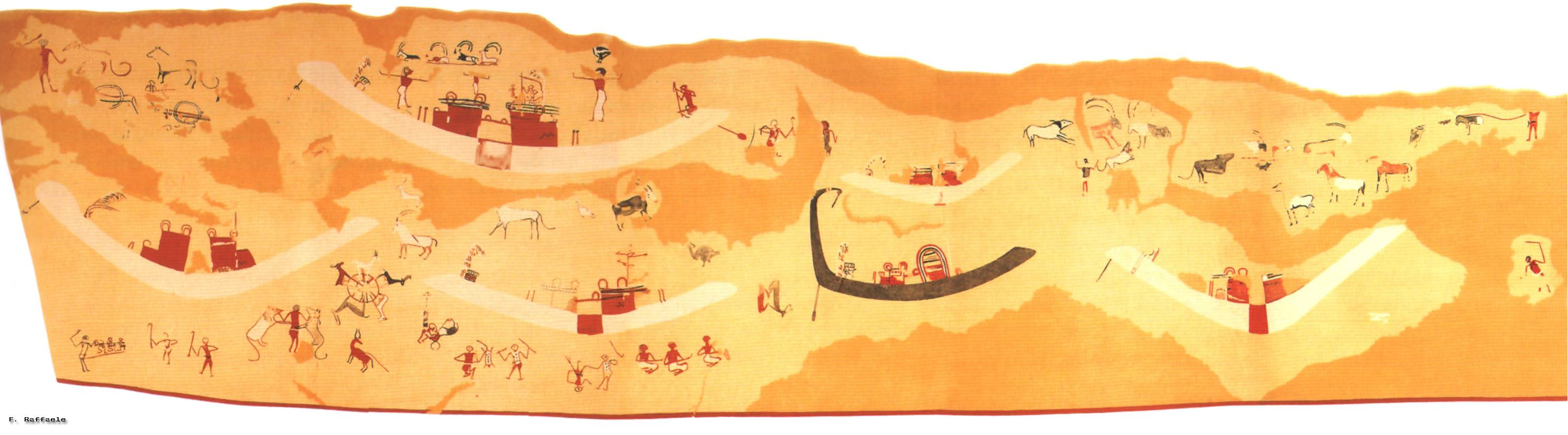
لوحة مقبرة قديمة من نخن في الجبس مع الباركيز، والعصا، والآلهة، والحيوانات - ربما يكون أقدم مثال على لوحة جدارية للمقابر المصرية

تشمل الاكتشافات في مقبرة نخن 100، أقدم قبر معروف مع جدارية مرسومة على جدرانه الجصية. يعتقد أن القبر يعود إلى ثقافة جزرة (حوالي 3500-3200 قبل الميلاد).
يُفترض أن الجدارية تظهر مشاهد وصور دينية. وهي تتضمن شخصيات ظهرت في الثقافة المصرية منذ ثلاثة آلاف عام - موكب جنائزي للمراكب، من المفترض أن تكون إلهة تقف بين لبؤتين منتصبتين، وعجلة من مختلف الأبواق الرباعية، والعديد من الأمثلة على طاقم أصبح مرتبطًا بإله أقدم ثقافة للماشية وإحداهما ممسوكة من قبل إلهة ثقيلة الصدر. تشمل الحيوانات التي تم تصويرها الأخدر أو الحمير الوحشية، والوعل، والنعام، واللبؤات، والإمبالة، والغزلان، والماشية.
العديد من الصور في الجدارية تشبه الصور التي شوهدت في سكين جبل العركى: صورة بين أسدين، أو محاربين، أو قاربين، لكنها ليست متشابهة في الأسلوب.

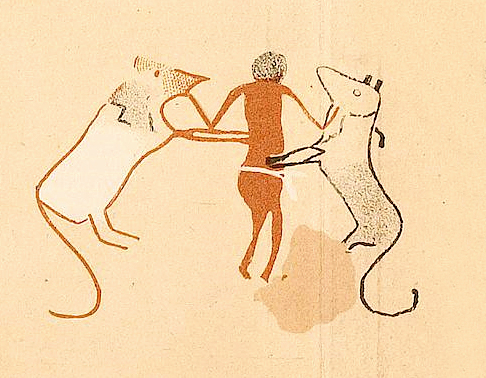
الشكل مع الأسود الهائجة
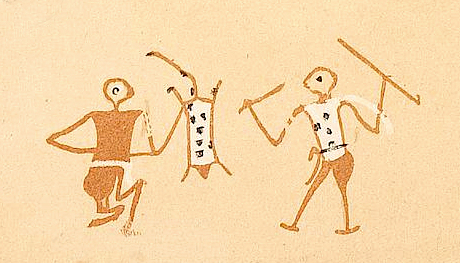
المحاربون المفترضون
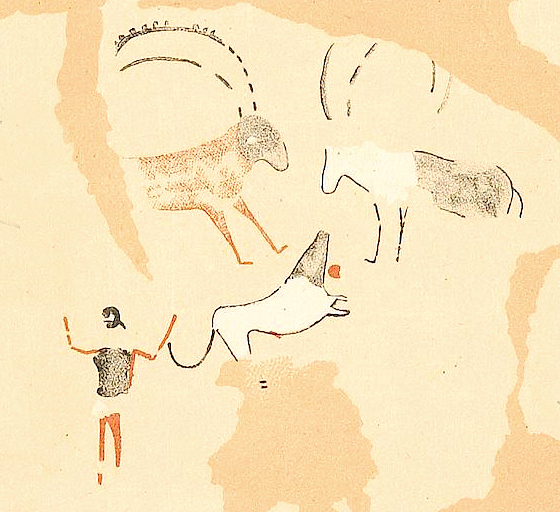
الشكل مع الحيوانات

### الرموز الهيروغليفية الأولية

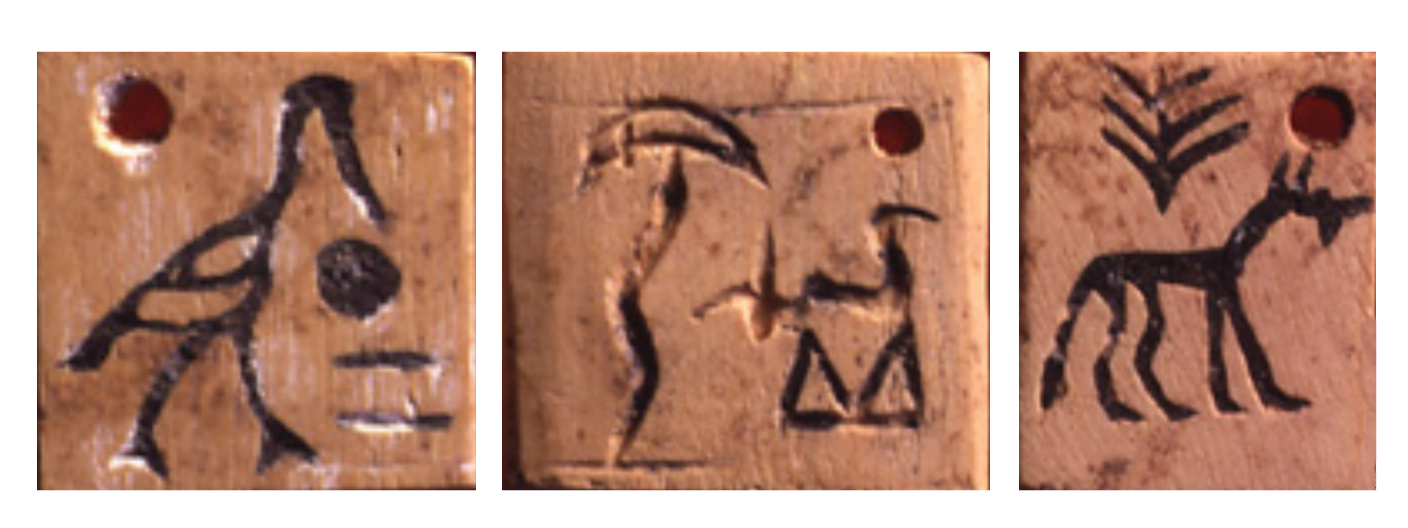
تصاميم على بعض الملصقات أو الرموز المميزة من أبيدوس، مؤرخة بالكربون لحوالي 3400-3200 قبل الميلاد.

بعض الرموز الموجودة على فخار جرزه تشبه الكتابة الهيروغليفية المصرية التقليدية، والتي كانت متزامنة مع الخط المسماري الأولي لسومر. تمثال المرأة هو تصميم مميز يعتبر من سمات الثقافة.
يُنظر إلى نهاية ثقافة جرزة عمومًا على أنها تزامنت مع توحيد مصر، فترة نقادة الثالثة.

## قطع أثرية أخرى

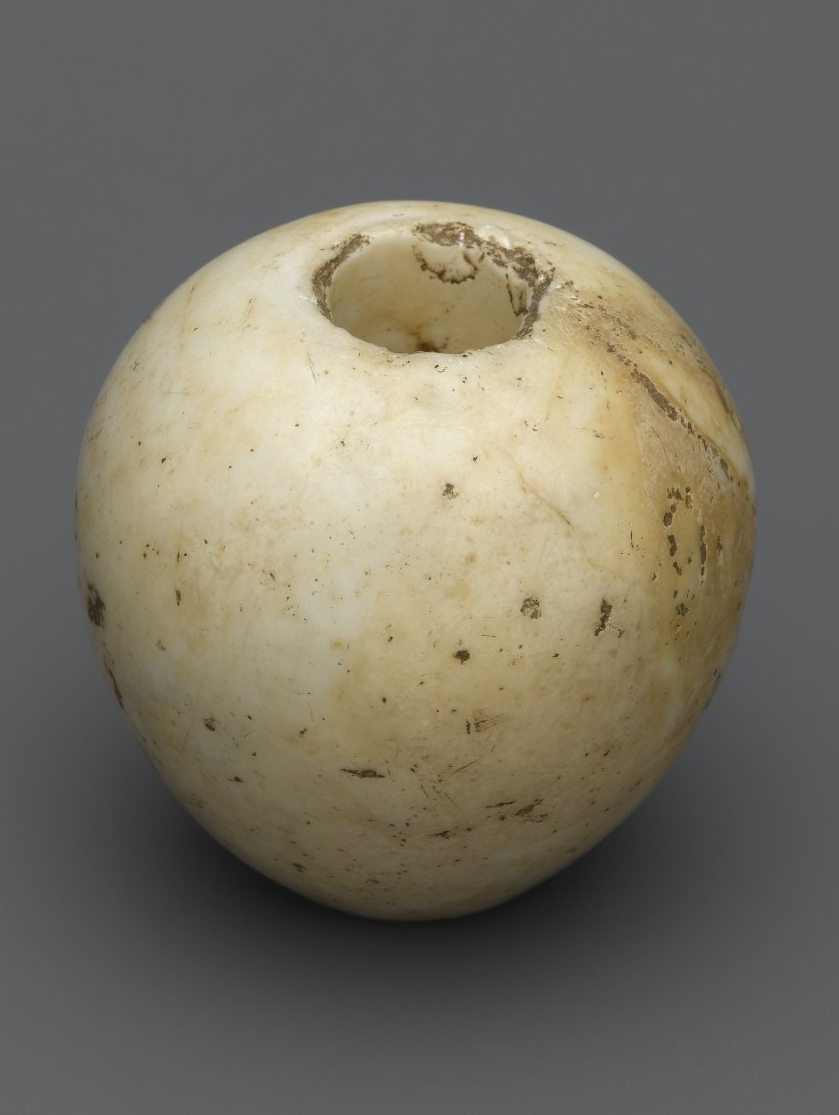
رأس صولجان بيض 3500-3300 قبل الميلاد نقادة الثانية
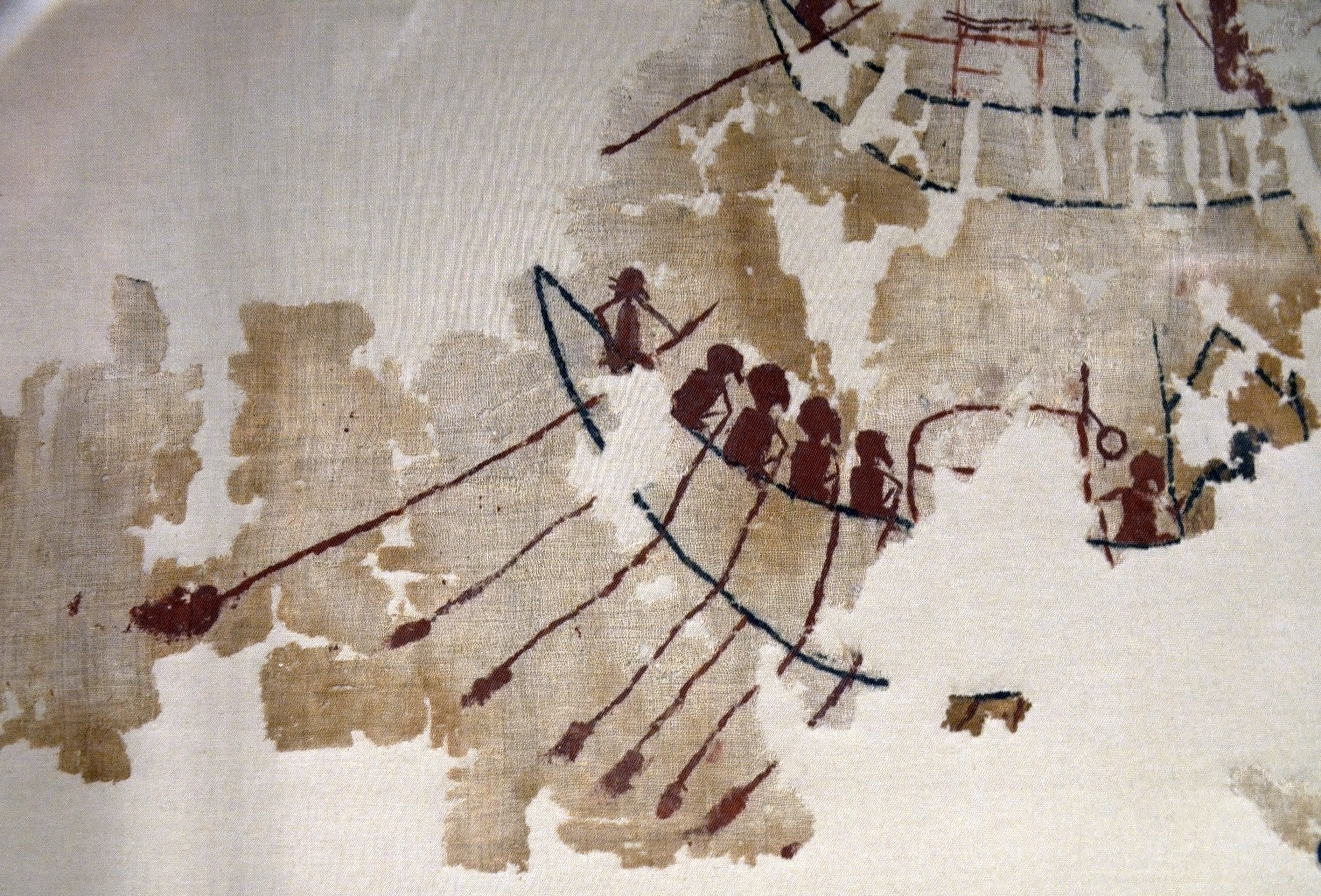
كتان مرسوم (تفصيلي) من مقبرة في جبلين، نقادة IIa-b (حوالي 3600 قبل الميلاد). متحف إيجيزيو، تورين.
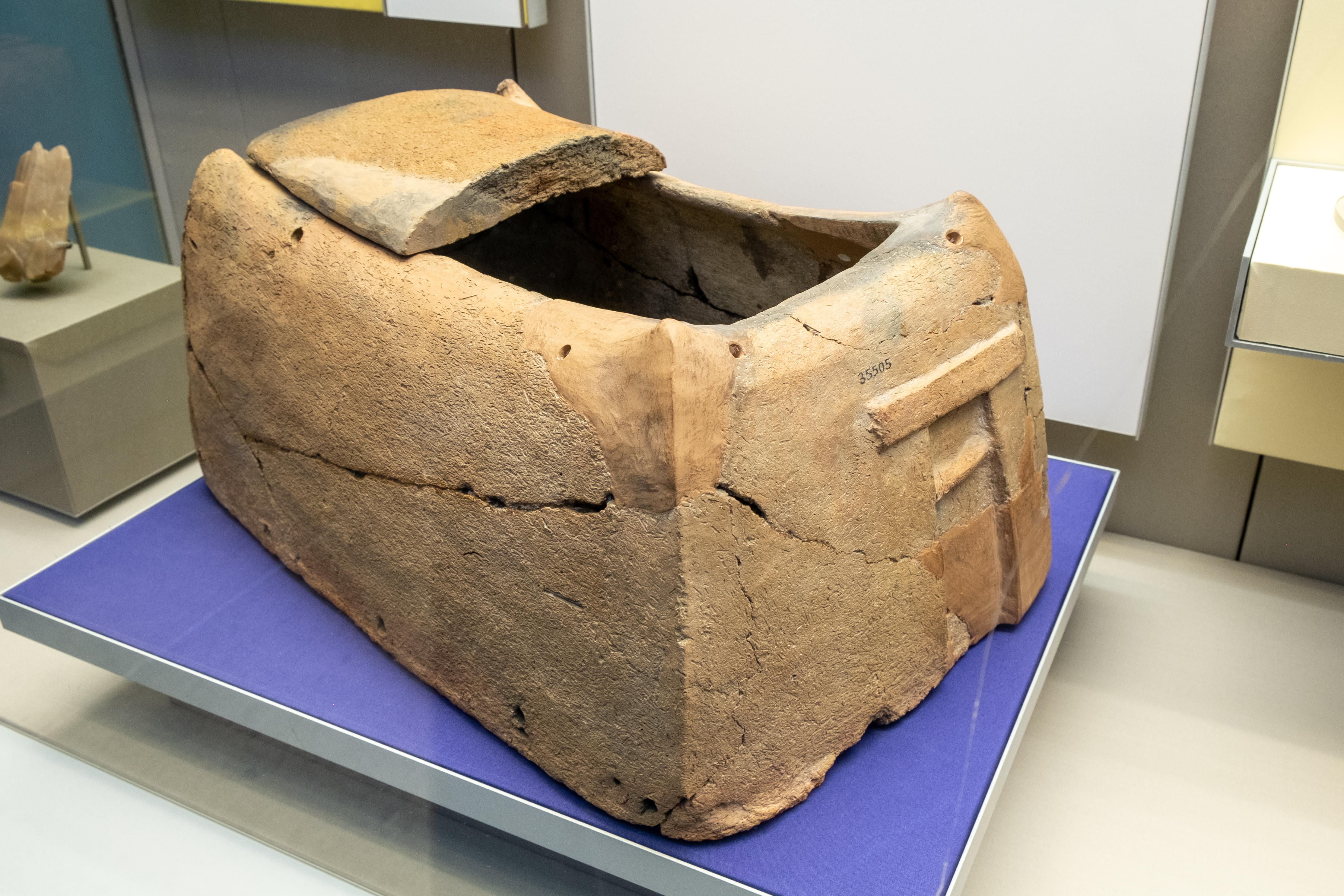
نموذج منزل ما قبل الأسرات، العمرة، نقادة IIC حتى 3200 قبل الميلاد، المتحف البريطاني EA35505